# Młot pneumatyczny

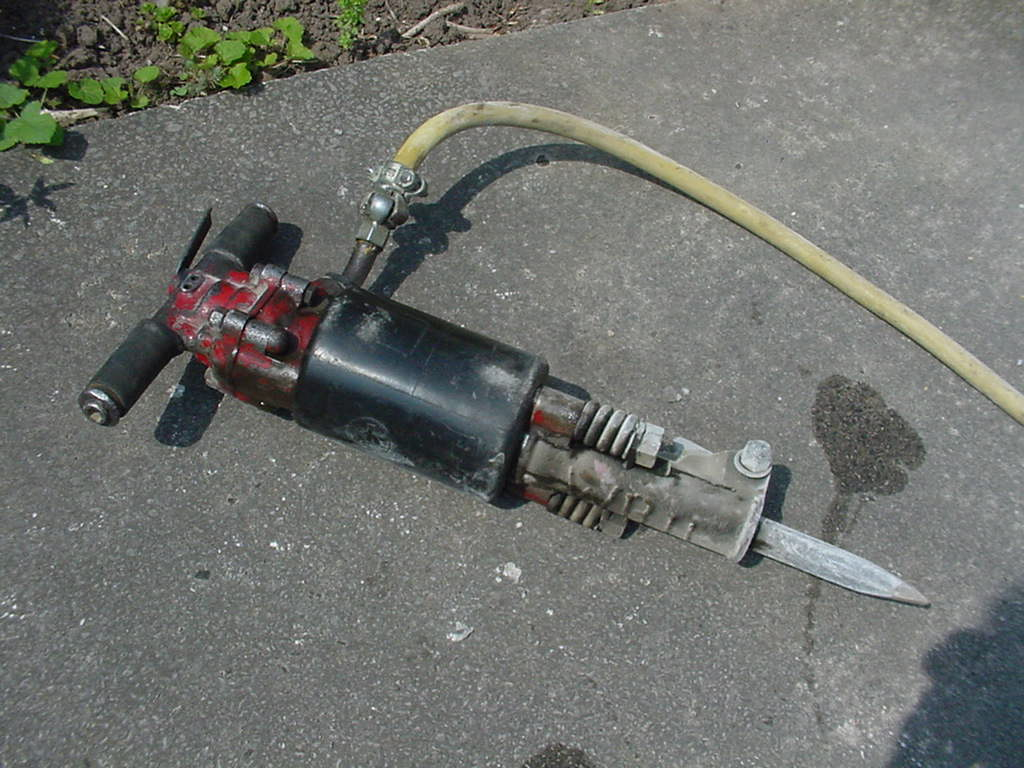
Młot pneumatyczny

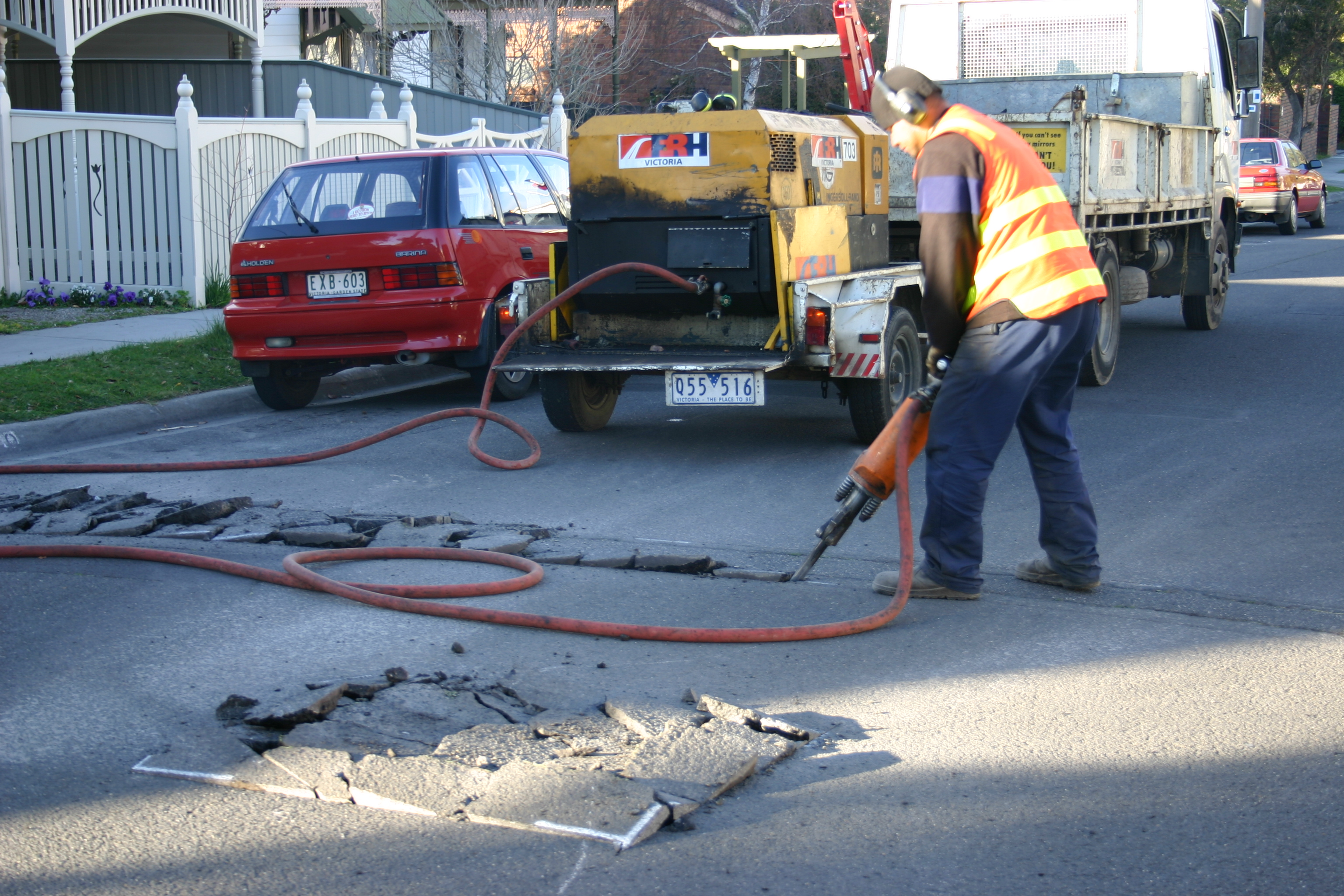
Wykorzystanie młota pneumatycznego

Młot pneumatyczny – przenośne urządzenie mechaniczne używane głównie do prac budowlanych, w drogownictwie, w kopalniach. Młot pneumatyczny jest zasilany sprężonym powietrzem poruszającym bijak ruchem posuwisto-zwrotnym. Bijak uderza w końcówkę w kształcie dłuta. Tłoczenie powietrza odbywa się najczęściej dzięki pracy sprężarki, napędzanej silnikiem Diesla. Do lżejszych prac używa się młotów z udarem pneumatycznym, w których źródłem napędu jest silnik spalinowy lub elektryczny.
Młoty pneumatyczne służą do kruszenia różnych materiałów (betonu, asfaltu, skały itp.). Oprócz urządzeń ręcznych spotyka się również młoty pneumatyczne lub hydrauliczne przymocowane do pojazdów (np. koparki).
Podczas pracy urządzenia wytwarzany jest dźwięk o poziomie natężenia 130 dB. Dlatego wymagane jest używanie różnego rodzaju ochraniaczy. Ponadto młot pneumatyczny może powodować też zaburzenia w układzie nerwowym (np. neuropatia) i mięśniowo-szkieletowym (np. zapalenie stawów) operatora.

## Historia

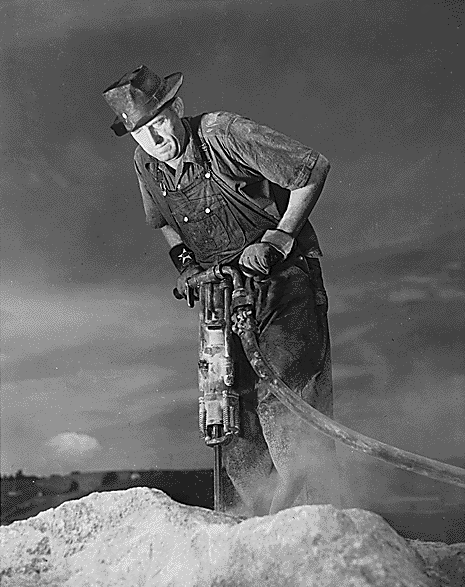
Wiercenie za pomocą młota pneumatycznego

Urządzenie wynalazł w 1900 roku włoski inżynier Ernesto Curti. Szybko zrobiło karierę na placach budowy. Z biegiem lat pierwowzór Curtiego udoskonalono, montując amortyzatory uchwytów zmniejszające wibracje oraz osłony przeciwhałasowe. Dziś podobną konstrukcję mają setki innych narzędzi, służących m.in. do rzeźbienia, czy dłutowania.

Źródła napędu młotów:
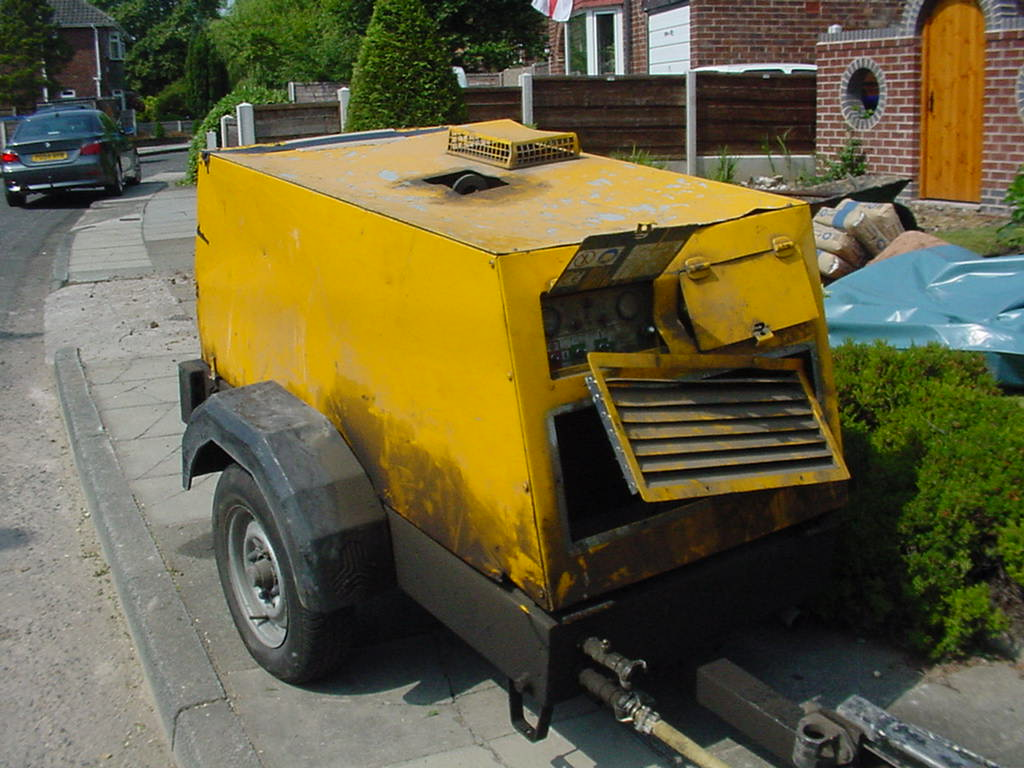
kompresor
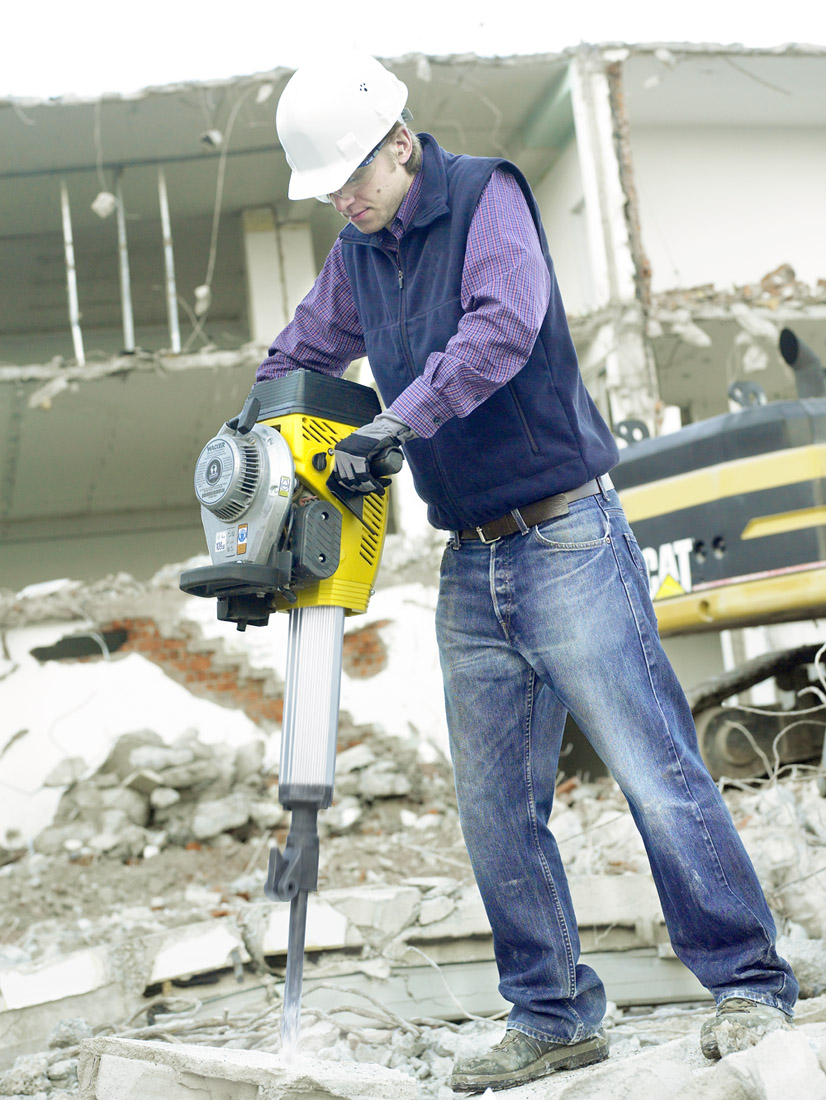
silnik spalinowy
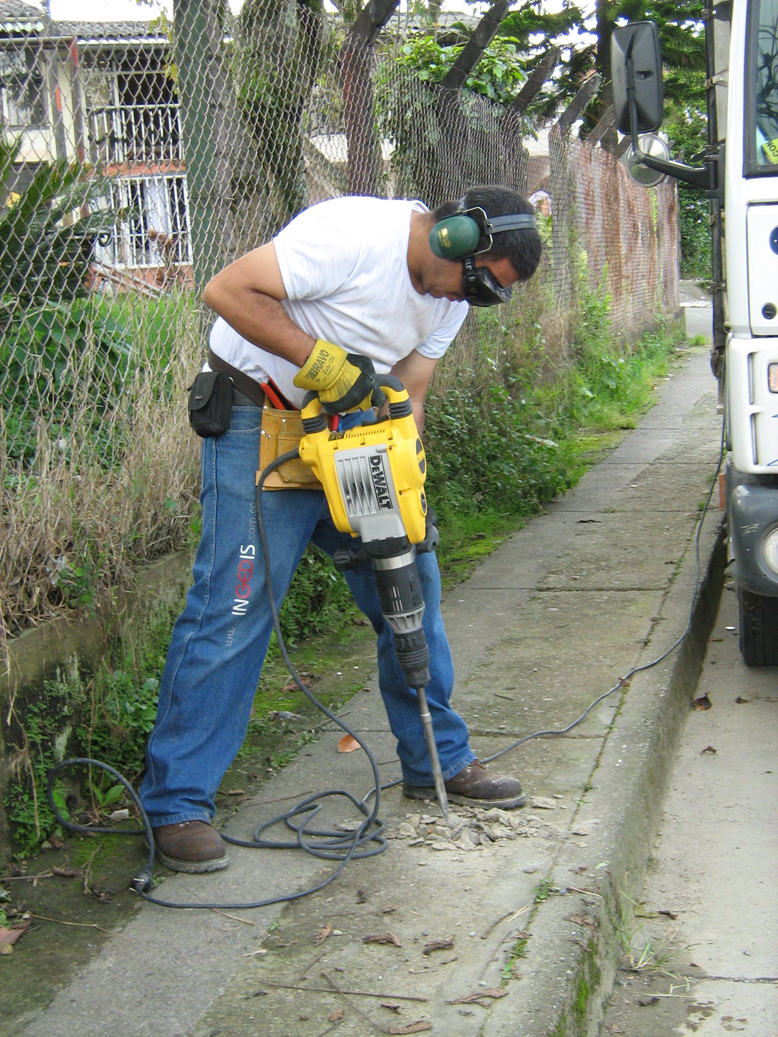
silnik elektryczny
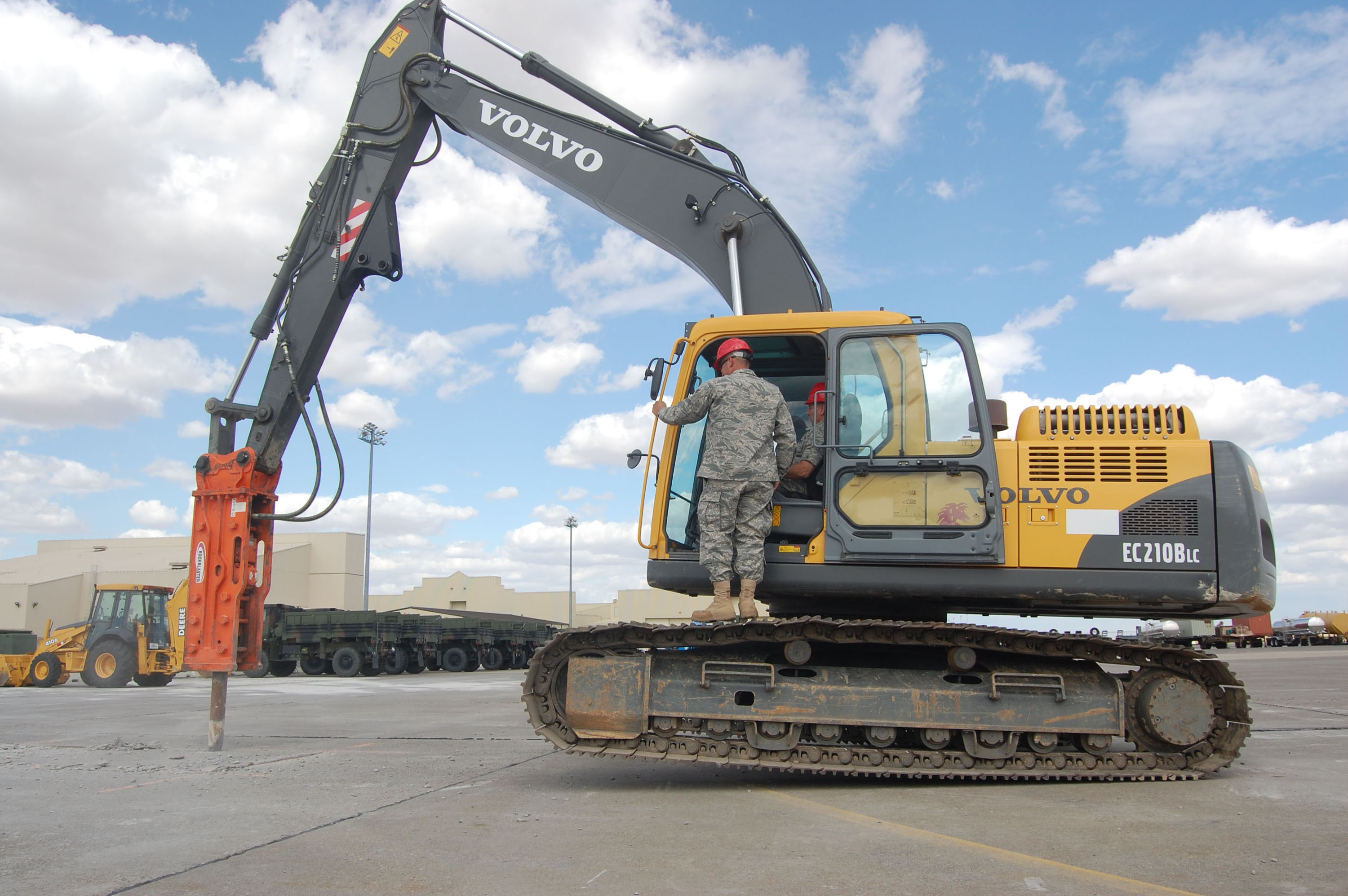
układ hydrauliczny koparki